# 逸見宜義
逸見 宜義（へんみ のりよし）は経済学者。経済学博士（大阪大学）。北海学園大学経済学部経済学科教授。

## 人物
- 1998年立命館大学経済学部卒業、大阪大学大学院経済学研究科経済理論専攻修士課程修了。2003年、大阪大学大学院経済学研究科経済理論専攻博士課程単位取得退学、同年北海学園大学講師。2007年准教授、2016年教授（ミクロ経済学基礎などを担当）。

## 研究
経済成長理論が専門。特に、発展途上国における教育による人的資本蓄積を研究。

## 業績
著書
笠嶋修次と共著『ミクロ経済学入門』（八千代出版、2011年）
論文
- Long-Term Care Problem, Precautionary Saving and Economic Growth（共著）, Journal of Macroeconomics, Vol. 29, 2007.
- The poverty trap with high fertility rates, Economics Bulletin, Vol. 9, 2003.